# Фанагорийские казармы
Фанагори́йские каза́рмы — исторические казармы в Москве, на Бауманской улице. Построены в 1753—1757 году на месте сгоревшего в пожаре 1748 года дома И.-Г. Лестока по проекту архитектора Д. В. Ухтомского. Впоследствии перестроены на классицистический лад. Обладают статусом объекта культурного наследия федерального значения.

## История
Первоначально на месте нынешних казарм в первой половине XVIII века был выстроен небольшой двухэтажный дом для придворного врача Иоганна Лестока («Лестоков дом»). Есть сведения, что в конце 1740-х годов здесь же размещался Почтовый двор. В 1748 году здание сильно пострадало в результате крупного пожара. Новый дом был построен здесь в 1753—1757 годах с частичным использованием старых форм по проекту Дмитрия Васильевича Ухтомского, тогдашнего главного архитектора города, в стиле барокко, получил богатую отделку, а центральная часть была украшена массивным куполом. Парадный вход в здание был снабжён нарядными наружными лестницами, а по бокам были выстроены флигели. Постройка предназначалась для размещения резиденции московского департамента Правительствующего сената («Сенатский дом»).
В 1763 году департамент съехал из особняка, после чего он несколько лет пустовал, пока там не разместилось московское отделение Канцелярии конфискации. Ещё через несколько лет здание попало в руки сановника Александра Андреевича Безбородко, который после частичной перестройки передарил его наследнику престола Павлу I.
Пожар 1812 года не пощадил особняк, и в 1827 году императорская фамилия пригласила Осипа Ивановича Бове для его восстановления. Архитектор соединил боковые флигели с главным корпусом, декорировав фасад в строгом и торжественном ампирном духе. Центральный ризалит завершался лепным фризом и строгим фронтоном, прежний купол не восстанавливался. В дальнейшем, в 1830—67 годах, в здании размещалось «малолетнее отделение» Первого Московского кадетского корпуса, в 1867—85 годах — Учительская семинария Военного ведомства.

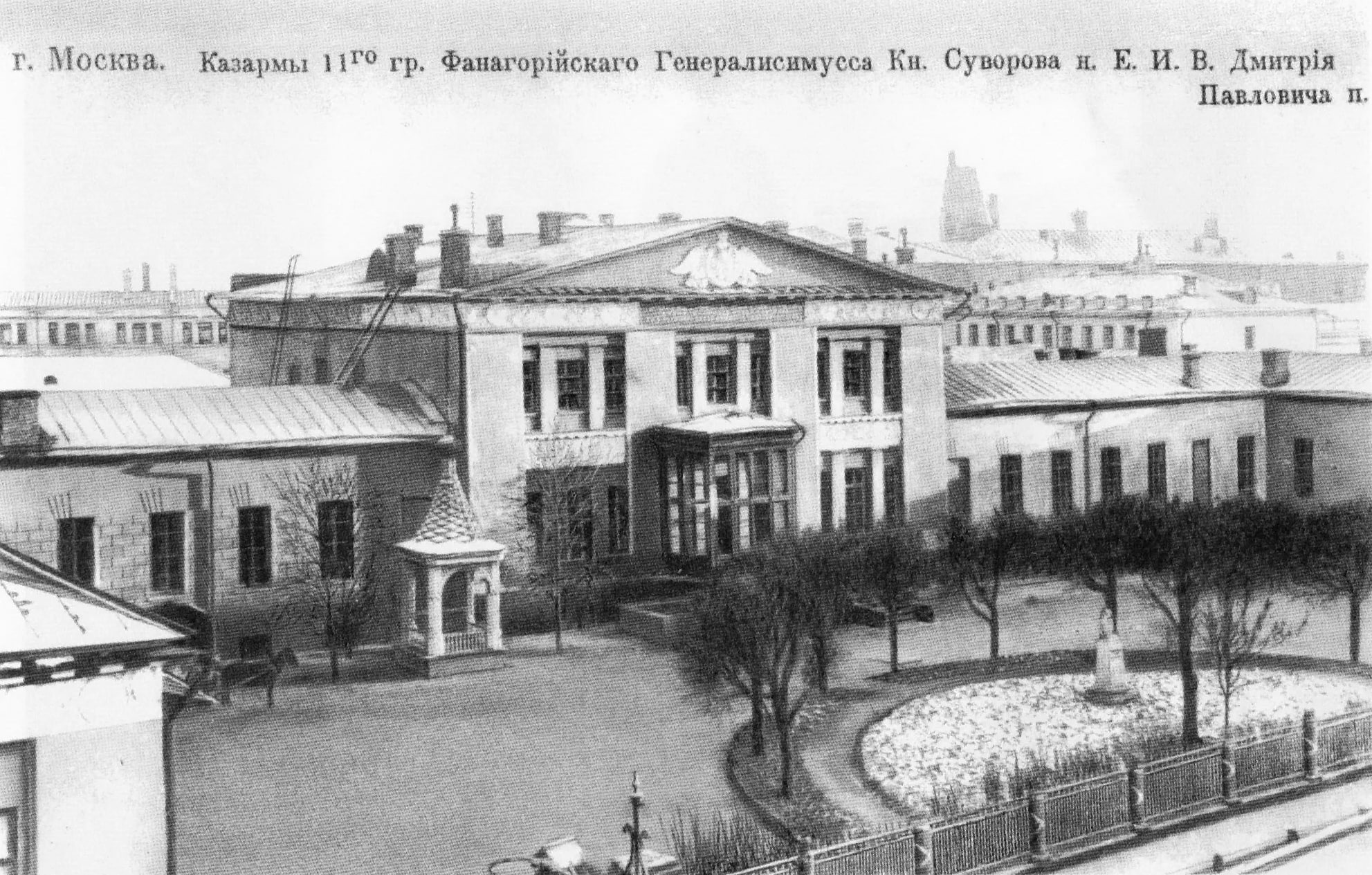
Казармы в начале XX столетия

После 1885 года здание было переделано под казармы Троице-Сергиевского резервного батальона, а в 1910 (по другим данным, в 1911 году) в нём расквартировался Фанагорийский Суворовский гренадерский полк, по имени которого и получили название казармы. По свидетельствам современников, Фанагорийский полк попал сюда по прихоти военных чиновников: однажды Николай II в разговоре с командующим московским военным округом спросил, где же квартируется прославленный Фанагорийский полк, на что тот, полагая польстить императору, ответил: «Конечно, в Москве». После этого полк, на протяжении 20 лет стоявший в Ярославле, пришлось в спешном порядке переводить в Москву.
В 1917 году в казармах квартировались 1—4-я роты Самокатного запасного батальона. С приходом к власти большевиков казармы остались в пользовании военного ведомства. С 1932 года здесь размещалась Военно-химическая академия (в дальнейшем — Военная академия химической защиты), в 2006 году переехавшая в Кострому. В 1930-е годы здание было частично надстроено. В 1950-х, 1970-х и 1990-х годах осуществлялись реставрационные работы.

## В начале XXI века
По состоянию на 2012 год Фанагорийские казармы находились на закрытой территории федерального государственного учреждения «27-й научный центр Министерства обороны Российской Федерации».
В начале июля 2012 года стало известно, что в здании казарм без согласования с Департаментом культурного наследия города Москвы была начата реконструкция, частично демонтированы оконные и дверные рамы, внутренние конструкции. По свидетельствам очевидцев, из зоны реконструкции выносят горы строительного мусора, среди которого — «старинные оконные и дверные проёмы». Обеспокоенность происходящим выразила общественная организация «Архнадзор», направившая обращение министру обороны России А. Э. Сердюкову. Представители Мосгорнаследия не были допущены на территорию казарм, после чего это ведомство направило официальное письмо в военную прокуратуру с просьбой об организации совместной проверки на объекте. В ноябре 2012 года с собственником заключено охранное обязательство, однако здание остается заброшенным. К 2015 году разработан проект реставрации. Только в апреле 2016 года компанией ООО «АрбатСтрой» начаты работы по приспособлению памятника. В феврале 2017 г. Хамовническим районным судом Москвы АО «Главное управление обустройства войск» признано виновным в совершении административного правонарушения и привлечено к ответственности в виде административного штрафа в размере 300 000 (трёхсот тысяч) рублей за невыполнение предписания Мосгорнаследия о проведении работ, направленных на сохранение объекта культурного наследия. В августе 2017 года на общественное обсуждение вынесен акт государственной историко-культурной экспертизы проектной документации по сохранению ОКН.
С 2022 года производится реставрация здания Фанагорийских казарм. После её завершения здание будет использоваться в составе обновлённого кампуса МГТУ, в нём будет размещаться «Дворец технологий».
По сообщению газеты "Москва. Центр", Мэр Москвы Сергей Собянин в первый день нового учебного года, то есть 1 сентября, 2023 г. передал МГТУ им. Баумана два корпуса, в том числе здание бывших Фанагорийских казарм. 